# Frank Steunenberg

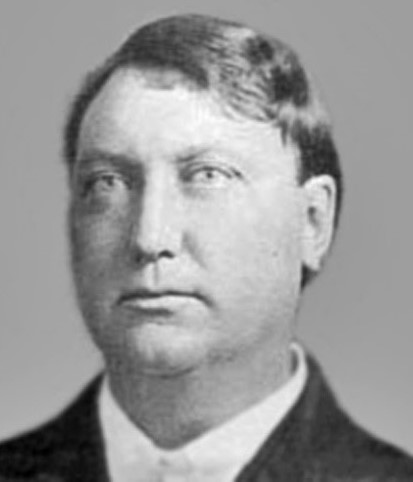
Frank Steunenberg

Frank Steunenberg (* 8. August 1861 in Keokuk, Lee County, Iowa; † 30. Dezember 1905 in Caldwell, Idaho) war ein US-amerikanischer Politiker und von 1897 bis 1901 Gouverneur des Bundesstaates Idaho.

## Frühe Jahre und politischer Aufstieg
Nach seiner Schulzeit absolvierte Steunenberg im Alter von 16 Jahren eine Lehre im Zeitungsgeschäft. Dann studierte er zwei Jahre lang am Iowa Agricultural College. Nach seinem Umzug nach Caldwell in Idaho gab er zusammen mit seinem Bruder die Zeitung "Caldwell Tribune" heraus. Steunenberg wurde Mitglied der Demokratischen Partei. Im Jahr 1889 war er Delegierter auf der verfassungsgebenden Versammlung von Idaho und 1890 war er Abgeordneter im Repräsentantenhaus des Staates. Außerdem war er für einige Jahre Mitglied und Vorsitzender des Stadtrats von Caldwell.

## Gouverneur von Idaho
1896 wurde Frank Steunenberg zum Gouverneur seines Staates gewählt. Nach einer Wiederwahl im Jahr 1898 konnte er dieses Amt zwischen dem 4. Januar 1897 und dem 7. Januar 1901 ausüben. In dieser Zeit wurden einige Behörden und Ausschüsse in Idaho neu geschaffen. Dazu gehörten unter anderem ein Vermittlungsausschuss für arbeitsrechtliche Fragen, ein Gesundheitsausschuss und eine Einwanderungsbehörde. Steunenbergs Amtszeit wurde von Arbeitskämpfen im Bergbau überschattet. Der Gouverneur nahm gegenüber den Streikenden und den Gewerkschaften eine radikal konservative Haltung ein und erklärte den Arbeitskonflikt zu einem Kampf der Gewerkschaften gegen den Staat, den dieser gewinnen müsse. Aus dieser Überzeugung heraus verhängte der Gouverneur über die betroffenen Gebiete das Kriegsrecht. Dabei wurden hunderte von Arbeitern ohne gesetzliche Grundlage eingekesselt und festgehalten.

## Attentatsopfer
Nach Ablauf seiner Gouverneurszeit zog sich Steunenberg aus der Politik zurück und widmete sich wieder seiner Zeitung in Caldwell. Am 30. Dezember 1905 wurde er vor seiner Haustür Opfer eines Bombenanschlags. Als Täter wurde ein Mann namens Harry Orchard festgenommen. Dieser gab an, im Auftrag von drei Gewerkschaftsführern gehandelt zu haben. Diese wurden dementsprechend angeklagt, aber vor Gericht mangels von Beweisen freigesprochen. Orchard wurde wegen Mordes zum Tode verurteilt. Dieses Urteil wurde aber nicht vollstreckt, sondern in eine lebenslange Haftstrafe umgewandelt.
Frank Steunenberg war mit Evaline Belle Keppel verheiratet, mit der er drei Kinder hatte.